# 프랑스 대학교
프랑스 대학교(Université de France)는 교육을 주재했던 19세기 프랑스의 행정 명칭으로, 제국대학(Université impériale)이라는 이름으로도 유명하며, 주로 대학교(Université, 형용사 없이 첫 철자는 대문자)라고 불렸다.

## 제국대학

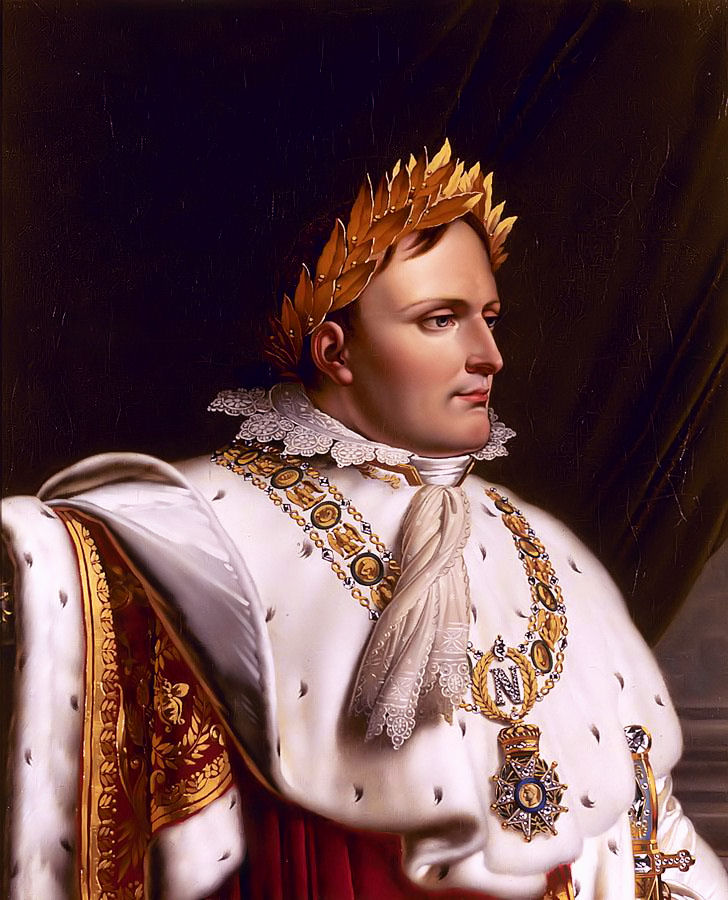
나폴레옹 1세

대학교는 교육 체계를 완전히 재정비하고자 했던 나폴레옹 1세의 의도로 만들어졌다. 1806년 5월 10일 법령에 따라 다음과 같이 창설되었다., “제국대학이라는 명칭 하에 본교는 제국 전체의 공교육과 교직을 담당하는 기관을 형성한다.”
1808년 3월 17일 칙령은 대학교의 기능을 정했다. 대학교는 모든 교직 분야를 실행하고, 대학교의 그 어떤 구성원도 학장의 승인 없이 가르칠 수 없다. 법문은 6개의 교육 단계를 계획했다. 
- 분과대학(신학, 법학, 의학, 문학, 과학)
- 리세
- 콜레주
- 기관
- 기숙학교
- 소학교 (초등교육)

혁명 이후 창설된 법학교와 의학교는 대학교로 통합되었으며, 신학, 문학, 과학 교육도 마찬가지였다. 칙령은 이 교육 과정과 학위(학사, 석사, 박사 세 개로), 합격 시험에 관한 보편적인 체계를 정립하였다. 마찬가지로 학교에 관해서도 법문에서는 교육 기능의 여러 단계들, 14개의 행정 단계와 5개의 교육 단계를 정했다. 법문에서는 특히 여러 단계를 구성하고자 학위를 체계화했다.
대학교의 체계를 정비한 1808년 3월 17일 제국 칙령 이후, 파리에는 그곳에서 문학과 과학 기술을 가르칠 젊은이를 300명까지 수용하고자 만든 보통기숙학교가 창립하였다(현 윌름 가에 위치한 고등사범학교). 이 학생들의 수는 첫 해에 100명으로 정해졌다. 학생들은 적어도 17살 이상이어야 했으며, 대학교에서 경력을 이어나가려면 그들의 아버지나 교사의 승인이 필요했다. 이들은 적어도 10년간 교원으로서 일할 것을 약속해야만 학교 입학을 할 수 있었다. 이들은 시험을 치루고 나서 대학교 감찰관이 뽑았다. 각 데파르트망에서부터 뽑힌 54명의 첫 학생들은 제국대학교 학장 각하가 임관했다.
행정계획에 따라 대학교는 황제가 임명하고 해임할 수 있는 학장(루이 드 퐁탄)이 관할했으며, 학장은 재무관과 사무관(장크리조스톰 드 비야레)이 보조하였다. 또한 칙령으로 대학교 관리직에서 독점적으로 구성되어 30명으로 구성된 5개의 부로 나뉘는 대학교 이사회가 계획되었다.
칙령으로 각 고등법원의 관할하에 아카데미가 구성되었으며, 수장은 아카데미 심의회의 보조를 받는 아카데미 학장이 맡았다. 대학교는 비록 황제에게 밀접하게 의존했으나, 다른 행정 기관과 관련해서는 큰 자치를 누렸다.
법문에서 대학교가 확실히 법적 주체로 간주된 것은 아니지만 대학교는 법인처럼 여겨졌으며, 특히 대학교 자체 예산을 사용할 수 있었다.

## 나폴레옹 이후의 대학
왕정복고 초반, 대학교 교명에서 제국이라는 명칭은 사라졌다. 대학교 이사회라는 이름은 공교육 위원회(1815-1820)로, 이후 왕립 공교육 이사회(1820-1822)로 바뀌었다. 그리고 학장 직위는 폐지되었으며 이사회장이 학장의 역할을 맡았다.
이 마지막 명칭은 1822년 재칭된다. 공교육 및 교회 장관직의 창설은 대학교 문제에 관여하지 않았으나, 1828년부터 공교육 장관직과 대학교 학장직은 통합되게 된다.
이어지는 시기 동안, 그리고 특히 7월 왕정 하에서 대학교는 중앙집권적이고 공교육을 상징했으며, 반대자들에 의해 충분히 가톨릭적이지 않으며(비록 대학교가 전적으로 세속적이지도 않았음에도), 사교육, 특히 종립학교와 대립한다고 비판받았다. 교육 자유주의 활동가들 역시 대학교에 대해 반대적인 태도를 보였다.
후자는 두 왕정 시기 부분적으로나마 만족을 누리다가, 제2공화국 시기 1850년의 두 가지 중요한 변화와 함께 승리를 거뒀다.
3월 15일 공표된 팔루 법(본문)은 교육의 자유에 대한 주요 내용을 인정했으며(고등 교육은 제외), 교육은 분권화하여 공교육을 약화시켰다. “86번 곱해진 대학교가 아니라, 86번 나눠진 대학교이다” 한편 이 법은 과거형으로밖에 대학교를 거의 언급하지 않았으며, 공교육 고등 이사회라는 명칭을 대학교 이사회로 대체했다.
1851년의 재정법에 따라, 대학교의 자산은 국가로 환수되었는데, 이는 공식적으로 공표하지 않고서 대학교를 해체하고자 한 것이나 다름 없었다.
제2제정이 대두하면서, 대학교라는 표현은 나폴레옹 3세의 제국과 그의 선임자이던 나폴레옹 1세의 제국 사이의 관계를 드러내고자 다시 등장하기 시작했다. 그러나, 프랑스 대학교(제국이 아닌)라는 표현이 보통 더 많이 사용되었다.
한편, 제3공화국은 위 표현의 쇠퇴에 강력히 기여했는데, 1883년 4월 28일 법에 따라 각 아카데미에 구성된 “분과 기관”을 1896년 7월 10일 법(통칭 후이 리아르 법)에 따라 법인으로 만들고 대학교라는 명칭을 부여했다.
각 아카데미에 하나의 대학교가 존재하기 시작하자, 이를 한데 묶어 부르는 “프랑스 대학교”라는 표현은 사실상 의미를 지니지 않게 되었다. 그럼에도 국가의 민간인과 군인의 상하관계를 명시한 1948년 7월 10일 48-1108번 칙령에서 “프랑스 대학교”라는 부분이 여전히 있었던 것에서 볼 수 있듯, 프랑스 대학교라는 표현은 존속하였다.

## 프랑스 대학교 도서관
"프랑스 대학교 도서관"이라는 이름은 1808년부터 1846년까지 공식명이었으며, 이후 소르본 도서관이 되었다.

## 같이 보기
- 공교육부
- 프랑스 교육사
- 브뤼셀 제국대학
- 대학교 학장 명단에 관해서는 공교육부 장관 문서 참조